# ایگور کشنیاکین
ایگور کشنیاکین (ترکی آذربایجانی: İqor Kşnyakin; ۱۹ مهٔ ۱۹۶۲ – ۲۵ دسامبر ۲۰۲۴) خلبان هواپیمایی مسافربری اهل جمهوری آذربایجان بود که در سقوط پرواز ۸۲۴۳ خطوط هوایی آذربایجان بر اثر شلیک سامانه دفاع هوایی پانتسیر-اس۱ نیروی هوایی روسیه در ۲۵ دسامبر سال ۲۰۲۴ کشته شد.
وی تلاش‌های قهرمانانه فروانی از خود نشان داد که به نجات ۲۹ نفر از مسافران و خدمه هواپیمای سرنگون شده انجامید. الهام علی‌اف، رئیس‌جمهور آذربایجان، طی حکمی در تاریخ ۲۹ دسامبر سال ۲۰۲۴، درست ۴ روز بعد از این فاجعه به ایگور کشنیاکین پس از مرگش نشان قهرمان ملی جمهوری آذربایجان اعطا کرد.

## اوایل زندگی
ایگور کشنیاکین در روز ۱۹ ماه مه سال ۱۹۶۲ در شهر باکو، پایتخت آذربایجان شوروی سابق، به دنیا آمد. در سال ۱۹۸۲، آموزش اولیه خلبانی خود را در مدرسه پرواز هوانوردی غیرنظامی «ساسوو» دریافت کرد. در سال ۱۹۹۲ در رشته هواشناسی از دانشگاه دولتی آب و هواشناسی روسیه فارغ‌التحصیل شد.
متأهل و دارای دو فرزند دختر بود.

## مرگ

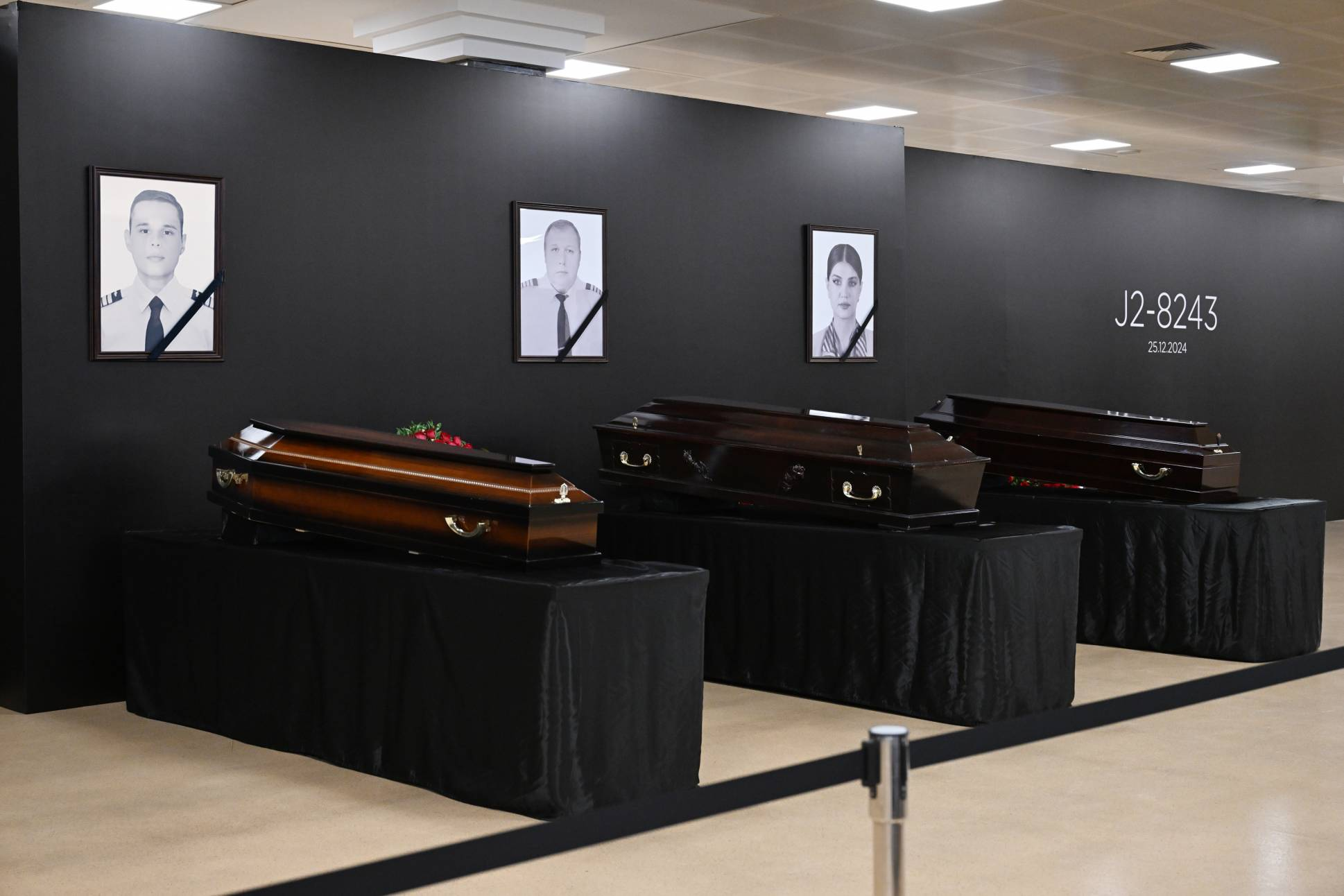
مراسم وداع با خدمه جان باخته پرواز ۸۲۴۳ خطوط هوایی آذربایجان در فرودگاه بین‌المللی حیدر علی اف (وسطی تابوت ایگور کشنیاکین است)

در ۲۵ دسامبر سال ۲۰۲۴ هواپیمای مسافربری امبرائر ۱۹۰ متعلق به آذربایجان ایرلاینز بر فراز گروزنی، پایتخت جمهوری خودمختار چچن در روسیه، مورد اصابت موشک‌های سامانه دفاع هوایی پانتسیر-اس۱ نیروی هوایی ارتش روسیه قرار گرفته و به شدت آسیب دید. پس از آن با وجود اینکه سامانه کنترل هواپیما و سیستم رهیابی جی‌پی‌اس آن در اثر پارازیت‌های الکترونیکی و آسیب‌های ناشی از اصابت موشک مختل شد، توانستند هواپیما را از فراز دریای خزر با وجود همه مشکلات پیش آمده تا فرودگاه آقتائو در کشور قزاقستان هدایت کند. ولی هواپیما در هنگاه فرود اضطراری سانحه دید. هواپیما حامل ۶۷ سرنشین از جمله ۶۲ مسافر و ۵ خدمه بود. ۲۹ تن از آن‌ها از این سانحه جان سالم به در بردند. ایگور کشنیاکین در این سانحه جان خود را از دست داد. قهرمانی او در آذربایجان، قزاقستان و در محافل بین‌المللی هوانوردی به‌طور گسترده‌ای مورد تقدیر قرار گرفت. از او و هیئت خدمه اش به عنوان «قهرمانانی» یاد شد که «نامشان را در تاریخ ثبت کردند». ایگور کشنیاکین در ۲۹ دسامبر ۲۰۲۴ در پارک مفاخر دوم باکو به خاک سپرده شد.

## نشان
بر اساس فرمان الهام علی‌اف، رئیس‌جمهور آذربایجان، مورخ ۲۹ دسامبر سال ۲۰۲۴، به ایگور ایوانوویچ کشنیاکین پس از مرگش نشان قهرمان ملی جمهوری آذربایجان اعطا شد.